# Anthurium ligulare
Anthurium ligulare är en kallaväxtart som beskrevs av Thomas Bernard Croat. Anthurium ligulare ingår i släktet Anthurium och familjen kallaväxter. Inga underarter finns listade.